# Mapiripán
Mapiripán là một khu tự quản thuộc tỉnh Meta, Colombia. Thủ phủ của khu tự quản Mapiripán đóng tại Mapiripán Khu tự quản Mapiripán có diện tích 11938 ki lô mét vuông. Đến thời điểm ngày 28 tháng 5 năm 2005, khu tự quản Mapiripán có dân số 8811 người.